# Bulgarie au Concours Eurovision de la chanson 2009
La Bulgarie a participé au Concours Eurovision de la chanson 2009. 
C'est le chanteur Krassimir Avramov qui a représenté la Bulgarie à Moscou avec la chanson "Illusion". Il ne parvient pas a passer le cap des demi-finales

## Résultats de la finale
| #  | Interprète(s)          | Chanson                      | Votes   | Place |
| -- | ---------------------- | ---------------------------- | ------- | ----- |
| 1  | Stefan Ilchev          | "Get up"                     | 2,95 %  | 7     |
| 2  | Moto                   | "Razstoyaniya"               | 0,37 %  | 12    |
| 3  | Poli Genova            | "One Lifetime Is Not Enough" | 11,74 % | 2     |
| 4  | Danny Milev            | "Nyama vreme"                | 2,39 %  | 9     |
| 5  | Ivelina                | "Ready for love"             | 2,53 %  | 8     |
| 6  | Grafa                  | "Vrag"                       | 3,91 %  | 11    |
| 7  | Sahara                 | "Don't Kiss For The Money"   | 3,2 %   | 6     |
| 8  | Mariana Popova         | "Crazy"                      | 8,45 %  | 3     |
| 9  | Jura Tone feat. Lady B | "Chance To Love You"         | 2,03 %  | 10    |
| 10 | Stefan Dobrev          | "Everlasting"                | 1,16 %  | 11    |
| 11 | Krassimir Avramov      | "Illusion"                   | 55,52 % | 1     |
| 12 | Nora                   | "It's Not Right"             | 5,75 %  | 4     |